# Georges Baert
Georges Baert, né le 4 juin 1926, à Ledeberg, en Belgique et mort le 5 octobre 2017 à Gand, est un ancien joueur belge de basket-ball.